# Lorenzo Melgarejo
Lorenzo Antonio Melgarejo Sanabria (Loma Grande, 10 augustus 1990) is een Paraguayaans voetballer die doorgaans als linksback speelt. Hij verruilde Koeban Krasnodar in februari 2016 voor Spartak Moskou. Melgarejo debuteerde in 2012 in het Paraguayaans voetbalelftal.

## Clubcarrière
Melgarejo begon zijn profcarrière bij Club 12 de Octubre. Daarna verhuisde hij naar Olimpia en Independiente FBC, waar Benfica hem weghaalde. Hij werd meteen verhuurd aan Paços de Ferreira, waar hij tien doelpunten maakte in twintig competitiewedstrijden.

## Interlandcarrière
Melgarejo kwam eenmaal uit voor Paraguay –20. Hij debuteerde op 14 november 2012 in het Paraguayaans nationaal elftal, in een oefeninterland tegen Guatemala.
2 Reabciuk ·
4 Duarte ·
5 Klassen ·
6 Babić ·
7 Sobolev ·
8 Moses ·
10 Promes ·
13 Lajkin ·
14 Dzjikija  ·
17 Zinkovsky ·
18 Oemjarov ·
19 Medina ·
22 Ignatov ·
23 Tsjernov ·
25 Proetsev ·
35 Martins ·
39 Maslov ·
47 Zobnin ·
57 Selichov ·
68 Litvinov ·
70 Meljosjin ·
77 Bongonda ·
82 Chloesevitsj ·
88 Svinov ·
97 Denisov ·
98 Maksimenko ·
Coach: Abascal